# رودي غلوكنر

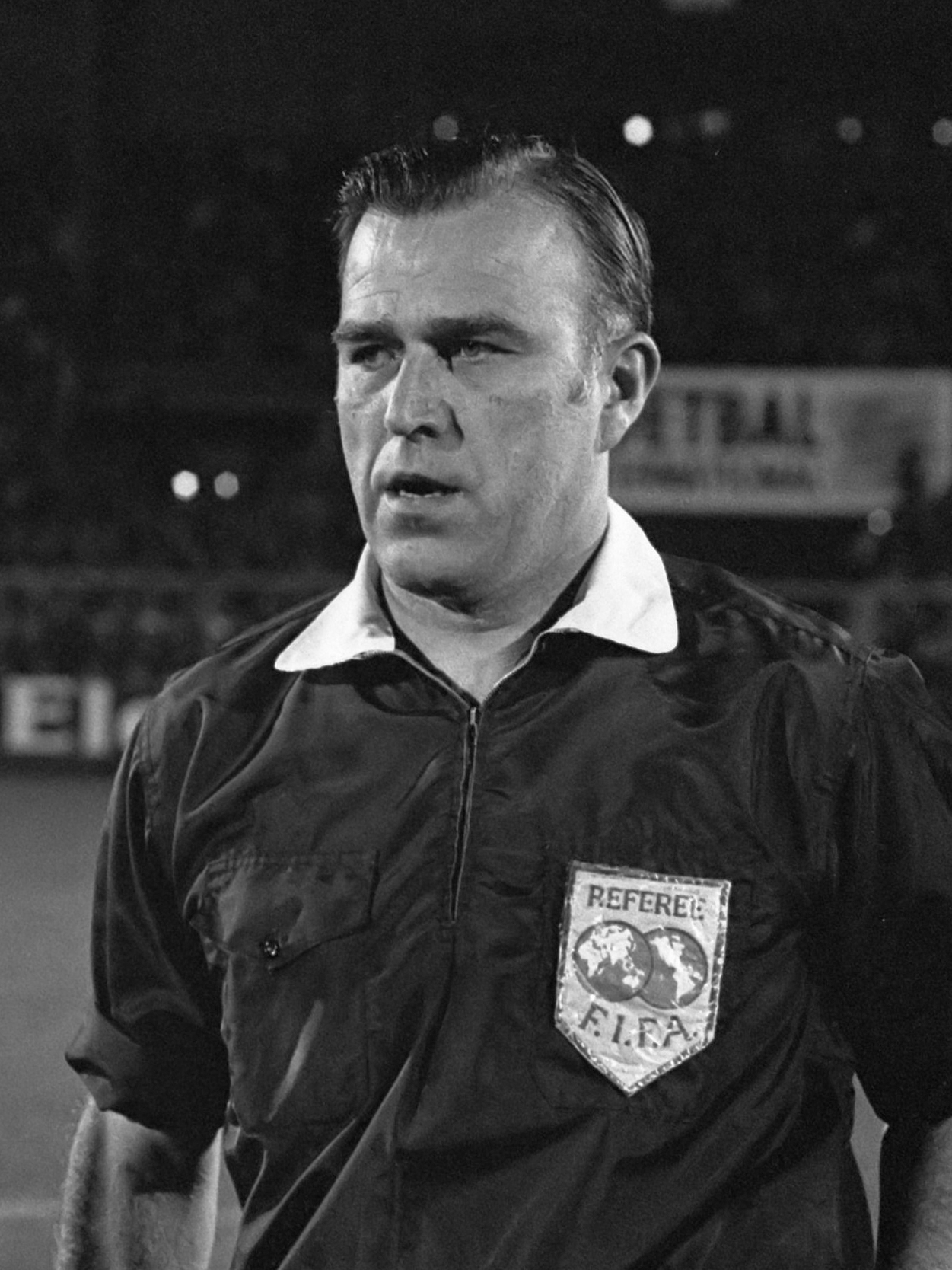
ردي غلوكنر (1973).

رودي غلوكنر (بالألمانية: Rudi Glöckner)‏ (20 مارس 1929 - 25 يناير 1999)، هو حكم كرة قدم ألماني سابق، قام بإدارة تحكيم نهائي كأس العالم 1970 بين منتخب البرازيل ومنتخب إيطاليا، ويُعتبر أول ألماني يُدير مباراة نهائي كأس العالم.
كان غلوكنر من ألمانيا الشرقية، كما كان من ضمن طاقم تحكيم الألعاب الأولمبية الصيفية 1964 في طوكيو، اليابان. وكذلك بطولة أمم أوروبا 1976.
في المجموع أدار مباراتين في دورة الألعاب الأولمبية، وأربعة مباريات في بطولتي كأس عالم.

## روابط خارجية
- رودي غلوكنر على موقع Soccerway.com (الإنجليزية)
- رودي غلوكنر على موقع أوليمبيديا (الإنجليزية)